# Graphium agetes
Graphium agetes is een vlinder uit de familie van de pages (Papilionidae). De wetenschappelijke naam van de soort is voor het eerst geldig gepubliceerd in 1843 door John Obadiah Westwood.